# Старк, Джимми
Джеймс Примроуз (Джимми) Старк (англ. James Primrose (Jimmy) Stark, 7 марта 1885, Глазго, Ланаркшир — 16 июня 1929, Глазго) — шотландский и британский легкоатлет, выступавший в беге на короткие дистанции. Участник летних Олимпийских игр 1908 года.

## Биография
Джимми Старк родился 7 марта 1885 года в британском городе Глазго в Шотландии.
Учился в университете Глазго.
Четырежды выигрывал чемпионат Шотландии по лёгкой атлетике в беге на 100 ярдов (1904—1905, 1907) и 220 ярдов (1905). Выиграл две медали чемпионата любительской легкоатлетической ассоциации Англии 1905 года: серебро в беге на 100 ярдов и бронзу в беге на 220 ярдов.
Участвовал в легкоатлетических матчах Шотландии и Ирландии, побеждал на дистанциях 100 ярдов (1905—1906) и 220 ярдов (1905).
В 1908 году вошёл в состав сборной Великобритании на летних Олимпийских играх в Лондоне. В беге на 100 метров выиграл четвертьфинал с результатом 11,8 секунды и занял предпоследнее, 4-е место в полуфинале, выбыв из борьбы. В беге на 200 метров в четвертьфинале занял 3-е место среди пяти участников.
Работал в Глазго в адвокатской конторе.
Умер 16 июня 1929 года в Глазго.

## Личные рекорды
- Бег на 100 ярдов — 10,2 (1905)[1]
- Бег на 200 ярдов — 22,6 (1905)[1]